# Vitral en el patio principal del Palacio Legislativo de Tlaxcala

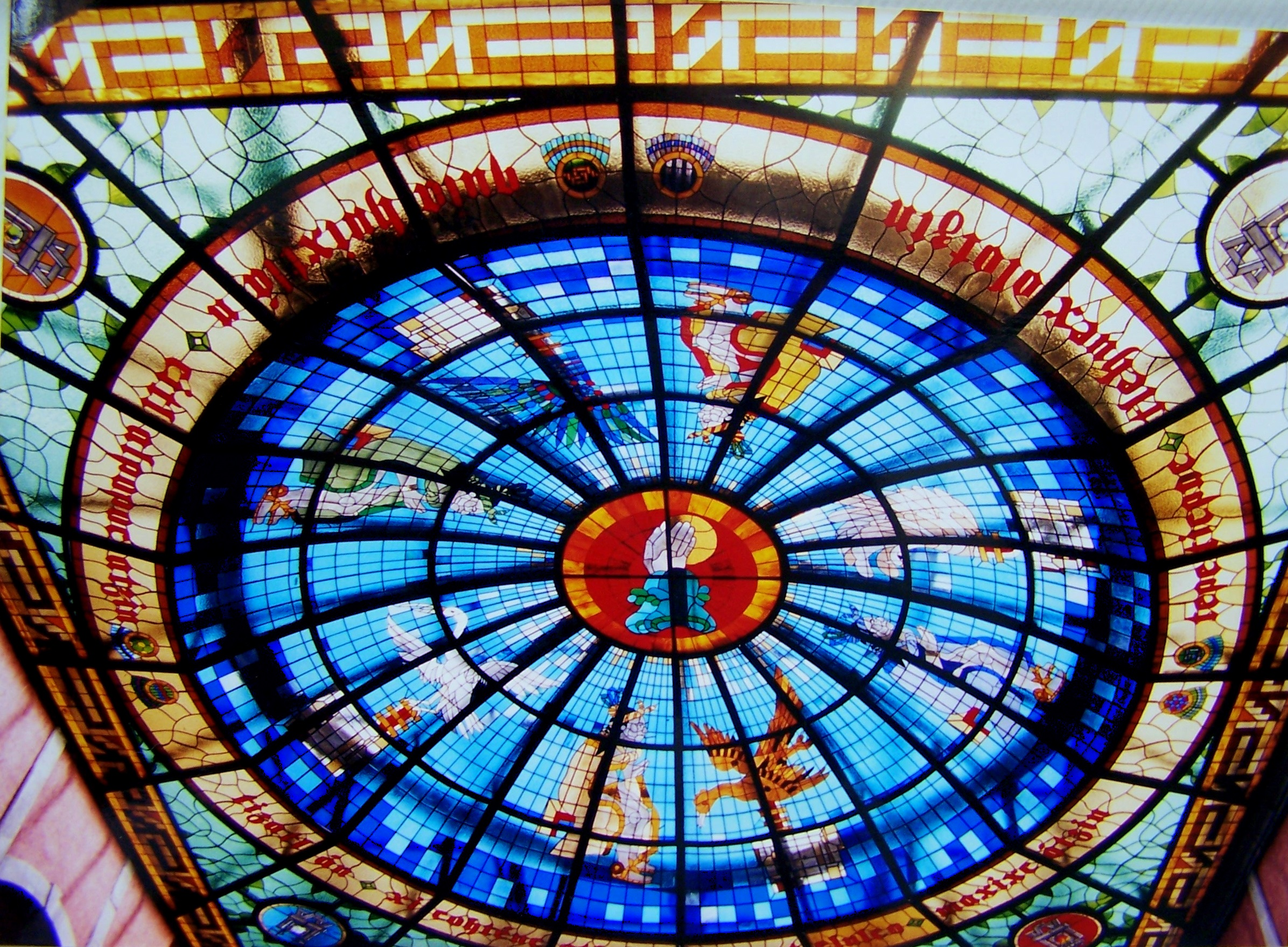
Vitral del Palacio Legislativo de Tlaxcala

Es un plafón en Vitral de 120 m² ubicado en el patio central del Palacio Legislativo de Tlaxcala. Fue realizado por el arquitecto Ricardo Lemus Kourchenko en el año 1998.

## Descripción
Contiene los cuatro señoríos, Ocotelulco, Quiahuixtlán, Tepeticpac y Tizatlán, y sus reyes tlaxcaltecas. La greca que lo enmarca es tomada del sitio arqueológico Cacaxtla. En la bóveda central haciendo alusión al cielo quedan inscritos los cuatro reyes tlaxcaltecas; Maxixcatzin, Tlehuexolotzin, Citlalpopocatzin y Xicohténcatl, acompañados por sus escudos de armas.
En los cuatro extremos se aprecian los símbolos prehispánicos que representan a los cuatro elementos; fuego, aire, agua y tierra.
Al centro del vitral el sol, frente a este el símbolo que representa a Tlaxcala.